# Écluse du Sanglier
L'écluse du Sanglier est une écluse double du canal du Midi située sur la commune d'Ayguesvives dans la Haute-Garonne. 

## Description
Construite vers 1670, l'écluse du Sanglier se trouve à 33,3 km de Toulouse (Ponts-Jumeaux).
L'écluse du Sanglier, ascendante dans le sens ouest-est, se trouve à une altitude de 166 m. Les écluses adjacentes sont l'écluse de Négra à l'est et l'écluse d'Aygues-Vives à l'ouest.
L'écluse est inscrite au titre des monuments historiques depuis 1998.